# Minamoto no Shitagō

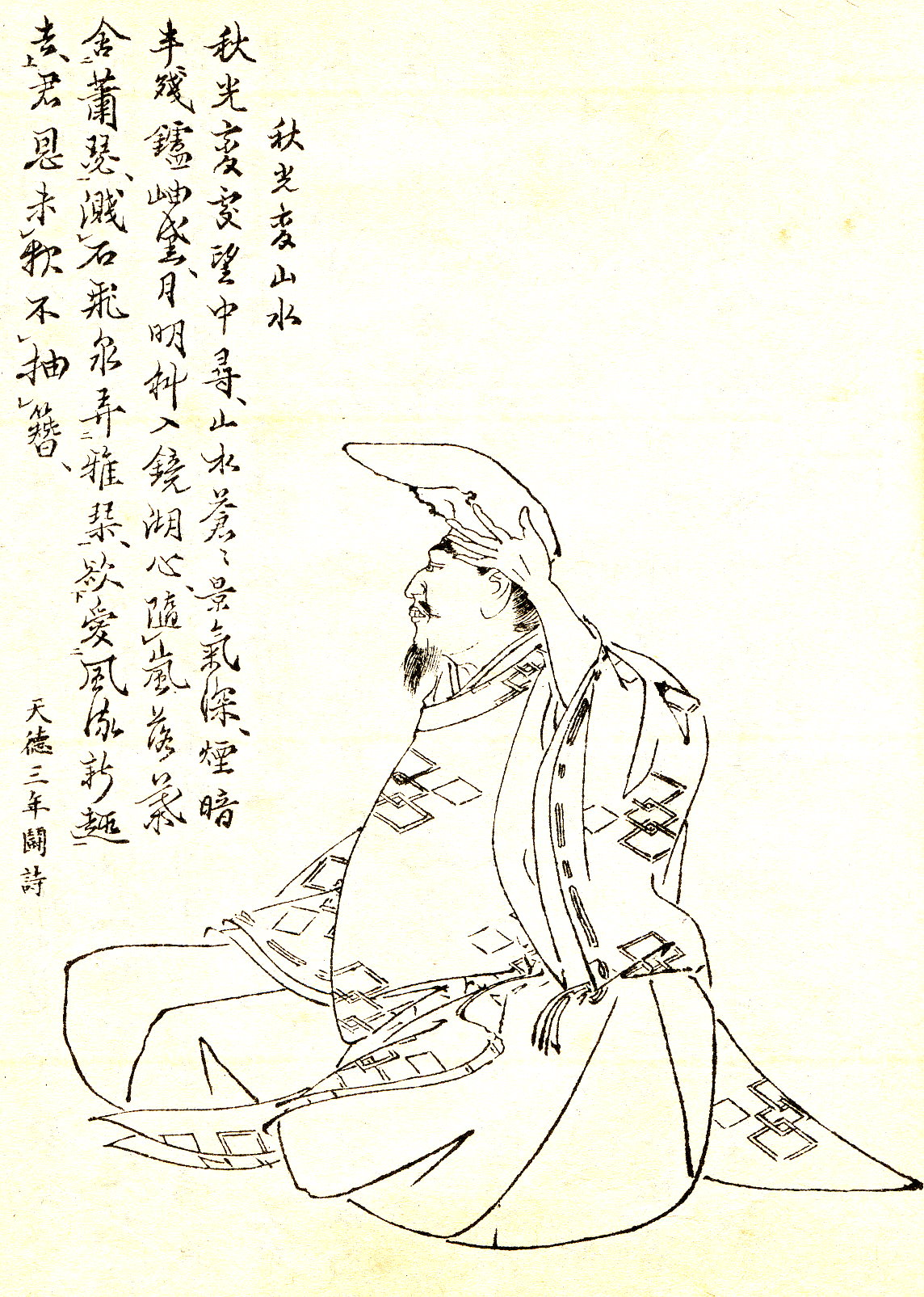
Minamoto no Shitagō, după o pictură de Kikuchi Yosai

Minamoto no Shitagō (源 順, 911–983) a fost un poet, cărturar și nobil japonez.
A contribuit la alcătuirea antologiei lirice Gosen Wakashū (951, "Culegerea unei selecții posterioare") și la interpretarea filologică a antologiei Man'yōshū.
A fost autorul unor versuri (Minamoto no Shitagōshū 源順集, 983) și al unui dicționar sino-japonez.
I se atribuie lucrările: Taketori Monogatari, Ochikubo Monogatari, Utsubo Monogatari.